# Bahnhof Stuttgart-Untertürkheim
Der Bahnhof Untertürkheim besteht aus zwei Bahnhofsteilen: dem Personenbahnhof im Netz der Stuttgarter S-Bahn und einem nördlich gelegenen Güterbahnhof. Die Abkürzung im Betriebsstellenverzeichnis lautet „TSU“.

## Geschichte
Für Untertürkheim begann das Eisenbahnzeitalter am 22. Oktober 1845 mit der Eröffnung der ersten Eisenbahnlinie Württembergs. Das erste Teilstück der Zentralbahn verband die kleine Weinbaugemeinde mit ihrer knapp fünf Kilometer entfernt liegenden Oberamtsstadt Cannstatt. Bereits am 7. November 1845 wurde die Strecke bis Obertürkheim verlängert.
Das erste Empfangsgebäude war einstöckig und in etwa baugleich mit denen in Cannstatt und Obertürkheim. Untertürkheim entwickelte sich zu einem beliebten Ziel für Ausflügler, die das neue Verkehrsmittel nutzten. Aus dem nahen Stuttgart reisten Badegäste und Wanderer an. An der Güterverladestelle wurden zumeist landwirtschaftliche Erzeugnisse in Richtung Stuttgart verfrachtet.
Die königlich württembergische Eisenbahnverwaltung plante ab 1890, den Stuttgarter Hauptbahnhof zu entlasten. Eine Umgehungsbahn sollte für Güterzüge eine direkte Verbindung zwischen der Ostbahn und der Nordbahn schaffen. Als Ausgangspunkt für die neue Strecke und als Standort für einen neuen Güter- und Rangierbahnhof fiel die Wahl auf den Bahnhof Untertürkheim, Endpunkt war der Bahnhof Kornwestheim. Im Frühjahr 1894 begannen die Bauarbeiten. Der neue Güter- und Rangierbahnhof wurde an der Cannstatter Straße (seit 1936 Augsburger Straße) errichtet und 1896, in Anwesenheit König Wilhelms II., feierlich seiner Bestimmung übergeben.
Die Länge des Gleisfeldes betrug etwa 2300 Meter und war im Durchschnitt 125 Meter breit. Ausgestattet war er mit einem Verwaltungs- und mehreren Dienstgebäuden, Verladerampen für Güter und Militärtransporte, fünf Stellwerken für 162 Weichen, einem separaten Haltepunkt für die Bahnarbeiter und einem Lokomotivschuppen mit vier Ständen sowie einem Wasserturm.
Am Personenbahnhof entstand das heute noch vorhandene Empfangs- und Verwaltungsgebäude, bestehend aus zwei Flügelbauten und einer Mittelhalle. Im südlichen Flügelbau befand sich bis 1960 ein Post- und Telegrafenamt. Im nördlichen war die Paket- und Expressgutannahme. Für die Bahnbediensteten kam ein Wohngebäude hinzu.
Seit 1. Mai 1897 besteht die Remsbahnkurve, die eine Verbindung zwischen dem Güterbahnhof und der Remsbahn ermöglicht. Die Bahnstrecke nach Kornwestheim ist seit 23. September 1904 zweigleisig ausgebaut. Nach wenigen Jahren war der Rangierbahnhof bereits überlastet. Die Planungen zum Ausbau begannen ab 1906.
Um die Ostbahn zu entlasten, stand zwischen 1900 und 1907 die Errichtung einer Linksufrigen Neckarbahn zur Debatte. Bei den ersten Planungen war nur auf der Höhe von Wangen ein Abzweig nach Untertürkheim vorgesehen. Zuletzt sollte sie sich erst im Güterbahnhof Untertürkheim von der Ostbahn trennen. Das Projekt wurde jedoch nie verwirklicht.
1911 scheiterte aufgrund des Platzmangels das Vorhaben, den Güterbahnhof auszubauen. Stattdessen entschied sich die Eisenbahnverwaltung für den Neubau eines größeren Rangierbahnhofs in Kornwestheim. Am Güterbahnhof Untertürkheim sollte künftig nur noch der Nahgüterverkehr aufgenommen werden. Zusätzliche Gleise zum Cannstatter Güterbahnhof wurden zu diesem Zweck am 17. November 1912 in Betrieb genommen. Am 13. November 1923 erfolgte der Anschluss zum neu geschaffenen Güterbahnhof in Gaisburg (Mitte der 1980er Jahre stillgelegt), 1933 die Aufnahme des elektrischen Stuttgarter Vorortverkehrs.
Mitte der 1950er Jahre verfügte der Bahnhof über fünf Gleise: Die beiden Vorortgleise Stuttgart–Esslingen, die beiden Ferngleise Stuttgart–Ulm und ein Gütergleis, das sowohl für die Ein- und Ausfahrten in Richtung Ulm als auch als Ausziehgleis für die Ein- und Ausfahrgruppe des Rangierbahnhofs genutzt wurde. Mit dem Bau des Hafenverbindungsgleises musste der Bahnhof aus Kapazitätsgründen um ein Gleis erweitert werden. Dazu wurde auf der dem Nekar zugewandten Seite ein neues Bahnsteiggleis errichtet und anschließend alle Gleise der beiden Bahnhofsköpfe nacheinander um einen Gleisabstand verschwenkt. Dadurch wurde das bisherige Gütergleis neben dem alten Bahnhofsgebäude als neues Hafenverbindungsgleis frei. Gleichzeitig wurde die südwestlich der Gleisanlagen verlaufende Benzstraße ausgebaut und umfangreiche Kunstbauten errichtet: Stützmauern, die Unterführungen über die Arlbergstraße und die Mettinger Straße sowie der Gepäcktunnel und die Bahnsteigunterführung. Seit der Fertigstellung 1958 mündet die Bahnstrecke Stuttgart-Untertürkheim–Stuttgart Hafen in den Bahnhof ein.
1981 ging ein neues Zentralstellwerk von Siemens in Betrieb, das zu den größten seiner Art in der Bundesrepublik zählte. Auf insgesamt 215 km Gleis, mit rund 250 Weichen und 300 Signalen, wurden täglich etwa 2750 Zug- und Rangierfahrten von vier Mitarbeitern gesteuert. Die 40 Millionen DM teure Anlage löste zwölf mechanische Stellwerke und elektromechanische Stellwerke ab. Damit konnten 44 Mitarbeiter für andere Aufgaben freigestellt werden. Das Relaisstellwerk soll bis 2025 in einem Digitalen Stellwerk Stuttgart aufgehen.

## Bahnbetrieb
Der Bahnhof wird durch die Linie S1 der S-Bahn Stuttgart bedient. Für den S-Bahn-Betrieb wurde das Gleis 6 neu errichtet. Gleis 5 ist den S-Bahnen Richtung Bad Cannstatt zugeordnet, Gleis 6 denen Richtung Esslingen. Am Gleis 2 verkehren einzelne Regionalbahnen, die über die „Schusterbahn“ Kornwestheim und Untertürkheim verbinden. Die Gleise 1, 3 und 4 dienen durchfahrenden Zügen, wobei an den Gleisen 3 und 4 Bahnsteige liegen.
Der Bahnhof Untertürkheim ist der Preisklasse 3 zugeordnet.
In den 1980er Jahren wurde der Rangierbahnhof zu einem Satelliten des Kornwestheimer Rangierbahnhofs erklärt und verlor daher an Bedeutung. Es werden keine Güter mehr verladen. Die zahlreichen Gleise dienen als Abstellgleise für Güterzüge. Auf dem teilweise schon verwilderten Gelände sind einige Gleise inzwischen abgebaut. Im Rahmen des Projektes „Stuttgart 21“ soll das Gleisfeld für den neuen Abstellbahnhof Untertürkheim eine neue Verwendung finden.
Der Bahnhof Untertürkheim soll mit ETCS Level 2 ausgerüstet werden (Stand: Mai 2019). Der Bahnhof soll dabei bis 2025 in den Digitalen Knoten Stuttgart integriert werden. Er gehört zum Stell- und RBC-Bereich Untertürkheim, der von einem in Waiblingen entstehenden Bedien- und Technikstandort gesteuert werden soll.

### Regionalverkehr
| Linie | Strecke                                                        | Takt                                 |
| ----- | -------------------------------------------------------------- | ------------------------------------ |
| RB11  | Stuttgart-Untertürkheim – Stuttgart-Münster – Kornwestheim Pbf | Mo–Fr Halbstundentakt nur in der HVZ |

### S-Bahn
| Linie | Strecke |
| ----- | --- |
| S 1   | Kirchheim (Teck) – Wendlingen (Neckar) – Plochingen – Esslingen (Neckar) – Untertürkheim – Neckarpark – Bad Cannstatt – Hauptbahnhof (tief) – Schwabstraße – Vaihingen – Rohr – Böblingen – Herrenberg |

## Stadtbahn
Auf dem Karl-Benz-Platz befinden sich zwei Stadtbahn-Haltestellen mit dem Namen Untertürkheim Bahnhof. Eine wird von der Linie U13 bedient, die andere am Wilhelm-Wunder-Steg ist die Endhaltestelle der Linie U4.
| Linie | Stadtbahnstrecke (Spurweite 1435 mm)                                                           |
| ----- | ---------------------------------------------------------------------------------------------- |
| U4    | Untertürkheim – Wangen – Ostheim – Stöckach – Charlottenplatz – Rotebühlplatz – Hölderlinplatz |
| U13   | Feuerbach Pfostenwäldle – Pragsattel – Bad Cannstatt – Untertürkheim – Hedelfingen             |